# Tajuria maxentius
Tajuria maxentius är en fjärilsart som beskrevs av Hans Fruhstorfer 1912. Tajuria maxentius ingår i släktet Tajuria och familjen juvelvingar. Inga underarter finns listade i Catalogue of Life.